# Scambopus curvipes
Scambopus curvipes är en korsblommig växtart som först beskrevs av Ferdinand von Mueller, och fick sitt nu gällande namn av Otto Eugen Schulz. Scambopus curvipes ingår i släktet Scambopus och familjen korsblommiga växter. Inga underarter finns listade i Catalogue of Life.